# Новоукраїнка
Новоукраїнка — місто в Україні, адміністративний центр  Новоукраїнської міської територіальної громади та Новоукраїнського району Кіровоградської області. Засноване в 1770 році, місто з 1938 року.
Місто Новоукраїнка розташоване на берегах річки Чорного Ташлику та її приток Грузької й Помічної. Населення міста становить 16749 осіб.
Земельні ресурси міста становлять 2060 га, з них 319 га — землі, зайняті промисловими підприємствами, 837 га — під забудовами. Місто Новоукраїнка має статус міста з 1832 року і згідно з адміністративно-територіальним устроєм України входить до складу Новоукраїнського району Кіровоградської області.
Відстань до столиці області (м. Кропивницький) становить близько 70 км і проходить автошляхами М13 (E584) та Т 2401. Загальна протяжність міських доріг — 155 км. Терени міста перетинає залізниця, що має тут однойменну зупинку.

## Історія
Період заселення Новоукраїнщини нараховує багато тисячоліть. Починаючи від доби палеоліту кожна з епох залишала на теренах краю свої відмітки: сліди ямної, катакомбної, ранньослов'янської культур знайдені на території району та безпосередньо на території міста.
З розкопок у 1994 році кургану на території селища цукрового заводу Новоукраїнки Кіровоградською обласною археологічною експедицією стала відомою сторінка ямною і катакомбної культури на території міста. Землі нинішньої Новоукраїнщини входили до західної околиці Вольностей війська Запорозького, зокрема до Буго-Гардської паланки Нової Січі. Власне, багато століть це була частина Дикого Поля, у пізньому Середньовіччі і на початку Нових часів своєрідна нейтральна зона між Річчю Посполитою, Османською імперією, та Московською (Російською) державою.

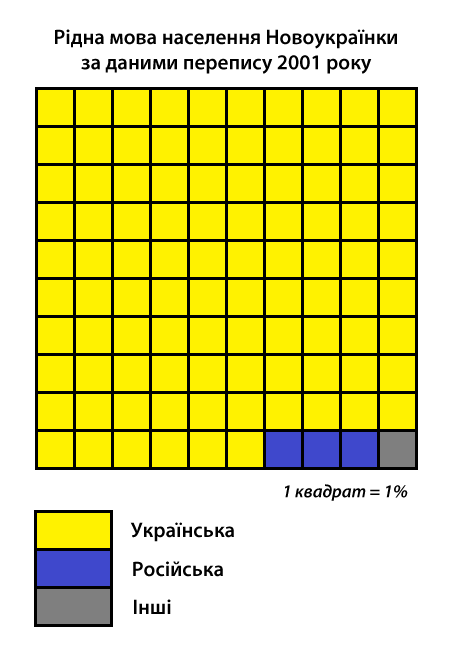
Рідна мова населення Новоукраїнки за даними перепису 2001 року

З початком Російсько—турецької війни 1768–1774 років, «прожектом» командувача другою Російською армією графа Петра Івановича Паніна був заснований Павловський редут з розміщенням у ньому першої роти і штабу Молдавського гусарського поселенського полку, сформованого капітаном Звєрєвим із вихідців з Молдавії. Місце вибране при впадінні річок Помічної і Грузької у Чорний Ташлик. На правому березі Чорного Ташлика було збудоване таке ж укріплення Чорноташлицьке. Практично обидва укріплення з десятьма гарматами на валах кожного становили серйозний вузол оборони. Навколо них виникли однойменні поселення, які і стали ядром формування сучасного міста Новоукраїнка.

У червні 1774 року академік Йоганн Гюльденштедт подорожуючи Єлисаветградською провінцією зазначив:
До 1769 року ця місцина була ненаселена, цього ж року засноване поселення, яке тепер є адміністративним центром Молдовському полку.
З приєднанням[що?] у 1775 році Криму до Росії та ліквідацією Запорізької Січі оборонне значення Павлівськ втратив та перейменовується у торговий посад Новопавлівськ.
Етнічні групи, які сформували населення міста — молдовці, українці, євреї, росіяни тощо. В результаті взаємопроникнення і взаємозбагачення різних культур асиміляції в український етнос, сформувалось сучасне населення Новоукраїнки.
З початком бурхливої землеробської колонізації краю Новопавлівськ стає торгово-адміністративним центром та перехрестям сухопутних шляхів, які ведуть із Поділля, Київщини, Черкащини до Причорномор'я та Молдови.
Після створення військових поселень на Півдні України Новопавлівськ 1821 року передано у відомство 3-ї Української уланської дивізії і тут розміщують штаб 1-го українського уланського полку, через що 1832 року посад перейменовано в Новоукраїнку.
У 1857 році в посаді проживало 6346 осіб. 1869 року закінчено прокладання залізниці Одеса — Кременчук та збудовано залізничну станцію Новоукраїнка, що послужило поштовхом для прискореного розвитку різноманітних виробництв — переважно з ремонту сільськогосподарських знарядь та переробки сільськогосподарської сировини. Щорічно відбувалося три ярмарки.
У 1877—1878 році під час Російсько-турецької війни в Новоукраїнці успішно працював лазарет Пермського санітарного загону, який відвідав з інспекцією М. Пирогов.
На початку XX століття зросли соціальні протиріччя, що спричинило успіх роботи серед населення різних революційних груп.

### XX століття
У 1905—1907 рр. революційні виступи охопили робітників і селян Новоукраїнщини. Перша Світова війна призвела до реального зубожіння основної маси населення і загострення класових протиріч.
У 1921 році Новоукраїнка вперше стає адміністративним центром Новоукраїнського району і після короткої перерви зв'язаної із тимчасовим скасуванням районної ланки в адміністративному поділі, у 1923 році і до нинішнього часу Новоукраїнка — адміністративний центр району. У другій половині 20-х років посилюється кооперативний рух, а в 1928 році, з приходом совітської навали, почалося масове  закабалення селян до колгоспів.[що?] Лише протягом першого півріччя понад 50 % селянських господарств Новоукраїнки совєти перетворили в чотири колгоспи.

#### Голодомор в Новоукраїнці
У 1932 році в Новоукраїнці для зміцнення колгоспів створена машинно-тракторна станція (МТС). У березні цього ж року до нашого  міста прибув голова уряду України Г. І. Петровський, а у  жовтні — перший секретар ЦК КП (б) У С. В. Косіор. А на Україну й наш край насувалась страшна катастрофа — голодомор, як наслідок насильницької колективізації, політики « приручення селянства». В архівах не збереглися цифри, які б показали розміри лиха, але були старожили, які в 60-ті роки підрахували втрати від голоду 1932—1933 рр. на одній із вулиць Новоукраїнки і порівняли з воєнними втратами. Останні виявились вдвоє меншими.
У 1937 році в господарствах району нараховувалося 174 трактори,56 комбайнів. За роки довоєнних п'ятирічок у Новоукраїнці було збудовано ТЕС, елеватор, цегельний завод, інкубаторну станцію. Відкрилась райлікарня.
З 1938 року Новоукраїнка одержує статус міста (з включенням в міську смугу населених пунктів Новоукраїнської, Ворошиловської і Молдовської сільрад).

#### Друга світова війна
На початку Німецько-радянської війни створювалися загони народного ополчення, винищувальні батальйони, навколо міста будувалися оборонні укріплення.[джерело?]
Німецькі війська увійшли до Новоукраїнки 2 серпня 1941 року. Майже три роки вони грабували й руйнували промислові підприємства і колгоспні господарства, вивозили хліб, худобу, цінне устаткування, машини тощо. Окупанти стратили в районі 9920 чоловік, 610 відправили на каторжні роботи до Німеччини. Гітлерівці закатували секретаря Новоукраїнського райкому ЛКСМУ С. Л. Стратонова, учасника громадянської війни П. М. Маркідова, слідчого прокуратури X. М. Алексюка та багатьох інших. В Гусарському лісі було розстріляно понад 150 місцевих жителів. Близько 20 тис. знищено в концтаборі на околиці міста, на станції Адабаш.[джерело?]
Родина Бурагів — Яків, Меланія і Борис — тримала зв'язок з партизанами, за що була страчена німцями. Працівники лікарні Б. І. Винарова, Л. Г. Іщенко, К. Я. Рибак лікували поранених совєтських військовополонених і організовували їх втечі до партизанів. Вони переправляли народним месникам також різні медикаменти і медичний інструмент. Родина Є. М. Петренка в період окупації переховувала радянську розвідницю-радистку К. І. Троїцьку, яка за завданням розвідділу 3-го Українського фронту була висаджена в цій місцевості для збирання і передачі розвідувальних даних штабу фронту. 17 березня частини 2-го Українського фронту (13-та, 97-ма та 50-та гвардійські стрілецькі дивізії у взаємодії з 27-ю гвардійською танковою бригадою) штурмом оволоділи містом і залізничною станцією Новоукраїнка. Семи армійським частинам і з'єднанням, які особливо відзначилися в цій операції, було присвоєно найменування «Новоукраїнських».

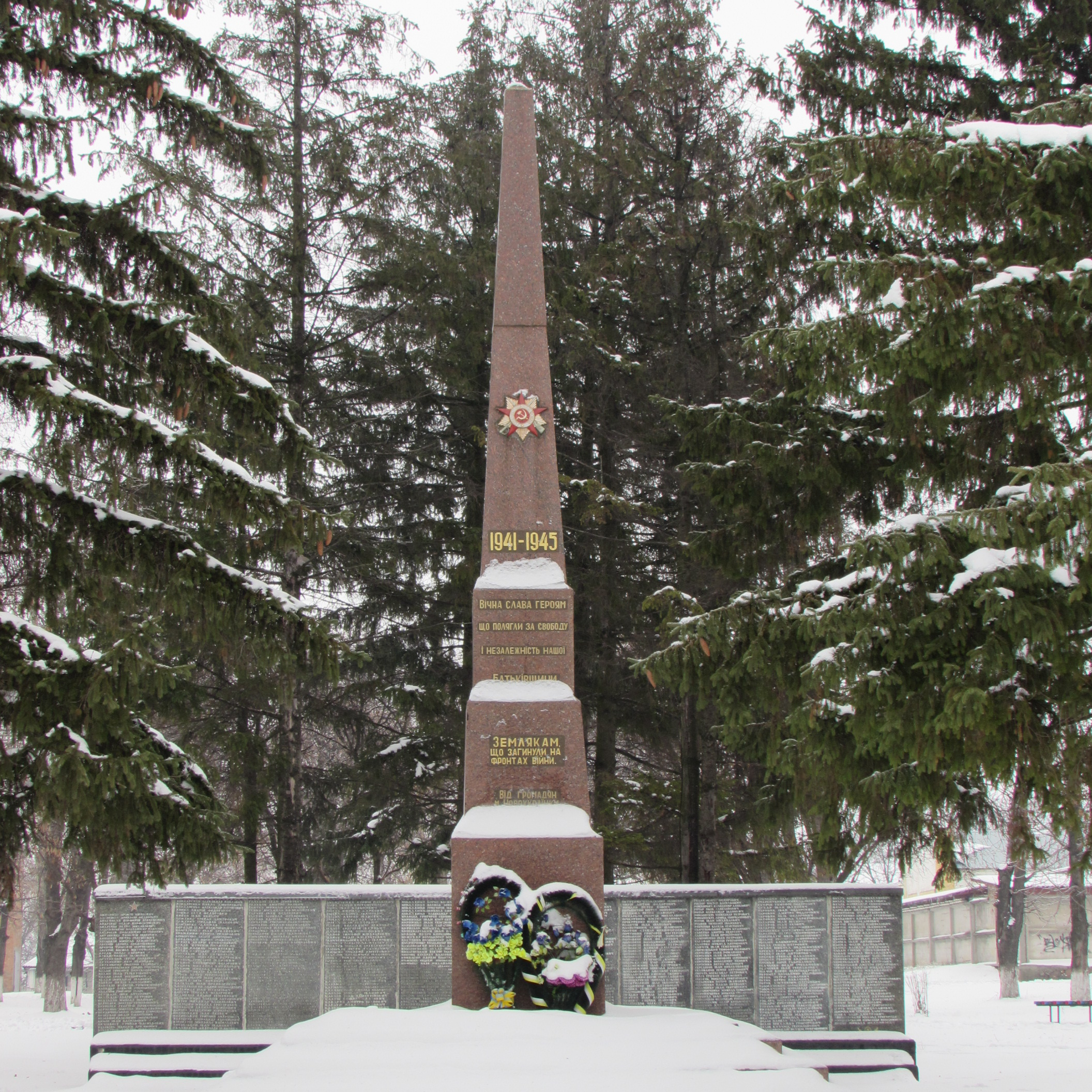
Обеліск Слави

У боях за місто у ході Умансько-Ботошанської операції загинуло 3655 воїнів Червоної Армії, серед них росіяни, українці, вірмени, узбеки, чуваші. Понад 600 новоукраїнців полягли смертю хоробрих на фронтах Другої світової війни. їх імена викарбувані на мармурових плитах двох обелісків Слави, встановлених до 25-річчя визволення Новоукраїнки від німецько-нацистських окупантів.

#### Повоєнний час
Польові роботи в 1944—1945 рр. довелося виконувати вручну і коровами. Хлібороби району зібрали з власних запасів для засіву громадських ланів 13000 центнерів зерна.
Низький рівень агротехніки і механізації робіт не міг забезпечити високого врожаю: на кожному гектарі було вирощено по 10 центнерів зерна, у тому числі по 14 ц озимої пшениці, по 93 ц цукрових буряків. У квітні 1944 року Новоукраїнська МТС мала 21 трактор і 7 молотарок, але 1947 року їх кількість збільшилася до 47 тракторів, 13 комбайнів і 17 молотарок. З республік Закавказзя та Середньої Азії 1944 року надіслали до Новоукраїнки 200 голів великої рогатої худоби, 705 овець, 500 коней. На придбання робочої худоби у 1946 році держава виділила артілям кредит у сумі 924 тис. карбованців.
Після війни у колгоспах було повністю освоєно довоєнні посівні площі, збільшилося поголів'я худоби та її продуктивність. Колгоспи Новоукраїнки протягом 1950—1959 рр. об'єдналися у три великі: «Росія», ім. Леніна та «Дружба». Спеціальне господарство «Дружба» мало у 1970 році 57 тракторів, 41 автомашину, 19 зернових та 18 бурякозбиральних комбайнів.
Завдяки поліпшенню сівозміни, широкій механізації робіт, внесенню добрив та впровадженню у виробництво високоврожайних сортів значно підвищилася врожайність зернових і технічних культур. Так, 1970 року зібрали зернових з гектара у спецгоспі «Дружба» — по 31,4 ц, у колгоспах «Росія» — по 30,6 ц, ім. Леніна — по 28,2 ц. Відповідно на фуражну корову було надоєно по 3486 кг, 2960 кг, 2402 кг молока, а доярка К. П. Мірошниченко з спецгоспу «Дружба» одержала по 4063 кг. Протягом восьмої п'ятирічки в 1,5—2 рази збільшилися прибутки господарств. 1971 року у спецгоспі «Дружба» було вирощено на гектарі по 35,5 ц зернових, у колгоспі «Росія» — 36,6 ц, ім. Леніна — 31,9 ц.
За успіхи у розвитку сільського господарства, виконання планів виробництва основних видів сільськогосподарської продукції в 1970 році Головний комітет ВДНГ СРСР нагородив Новоукраїнський район дипломом першого ступеня, а колгосп «Росія» — дипломом другого ступеня. Голова колгоспу «Росія» В. В. Бабенко та головний агроном районного управління сільського господарства Д. Г. Башуров відзначені срібними медалями ВДНГ, 14 чоловік — бронзовими.
Цукровий завод збудований у 1958—1962 роках; 1970 року він переробляв 25 тисяч центнерів буряків за добу і давав за рік більше 150 тис. ц цукру. Його продукція експортується в Болгарію, Югославію, Ірак та інші зарубіжні країни. Розширено і реконструйовано цегельний завод, у 1970 році він випустив 17 млн штук цегли. Маслозавод дав у 1970 році 15 781 ц вершкового масла, 4555 ц сиру тощо.
Працюють щебеневий завод, харчокомбінат, промисловий і побутовий комбінати, меблева фабрика «Зірка», автопідприємство, «Міжколгоспбуд», райоб'єднання «Сільгосптехніки», між- райбаза, лісорозсадницький радгосп, комбінат хлібопродуктів, гранітні кар'єри тощо. У 1969 році за виробничі успіхи колектив, комбінату хлібопродуктів нагороджений перехідним Червоним прапором Ради Міністрів УРСР, Української республіканської ради профспілок та першою грошовою премією.
Бюджет міської Ради в 1971 році становив 493 тис. крб., а на 1972 рік намічено використати понад 500 тис. крб. Це дасть можливість асигнувати значні кошти на благоустрій міста. Де колись звивалися брудні вулички, тепер на 25 км простяглися широкі асфальтовані й забруковані вулиці з електричним освітленням. Замість скособочених бідняцьких хат виросли добротні будинки. Поряд з цукровим заводом на околиці Новоукраїнки з'явилося ціле робітниче селище, де проживає 265 родин, є своя лікарня, магазини. 1969 року споруджено 170 будинків. Збудовано водопровід. Близько 3 тис. квартир мають газові плити.
В 1970 році здано в експлуатацію лікарню на 55 місць, а медичний комплекс на 240 ліжок при районній лікарні знаходився у стадії будівництва. У 13 дитячих садках і яслах виховувалися 1047 дітей. У 4 середніх і 4 восьмирічних, вечірній і заочній середніх школах, школі-інтернаті, музичній, спортивній і школі кулінарів навчалися понад 4 тис. юнаків і дівчат.

## Населення
У січні 1989 року чисельність населення становила 20 675 осіб.
На 1 січня 2025 року чисельність населення становила 15 900 осіб.

### Національний склад
Національний склад населення за даними перепису 2001 року:
| Національність  | Відсоток |
| --------------- | -------- |
| українці        | 94,60%   |
| росіяни         | 3,50%    |
| вірмени         | 0,38%    |
| білоруси        | 0,35%    |
| цигани          | 0,29%    |
| інші/не вказали | 0,88%    |

### Мова
Розподіл населення за рідною мовою за даними перепису 2001 року:
| Мова            | Кількість | Відсоток |
| --------------- | --------- | -------- |
| українська      | 18358     | 96.00%   |
| російська       | 569       | 2.98%    |
| румунська       | 58        | 0.30%    |
| вірменська      | 57        | 0.30%    |
| білоруська      | 17        | 0.09%    |
| болгарська      | 2         | 0.01%    |
| інші/не вказали | 62        | 0.32%    |
| Усього          | 19123     | 100%     |

## Освіта
У місті функціонує 5 загальноосвітніх шкіл 1 гімназія, музична школа, профтехучилище та 4 дитячих дошкільних навчальних заклади, де виховується 580 дітей.

## Житлово-комунальна сфера
Наданням комунальних послуг по місту займаються два житлово-комунальні підприємства, які обслуговують 1843 квартиронаймачі міста та комунальне підприємство «Водокомунгосп». Підприємства надають послуги по вивозу сміття, забезпечують місто водою, обслуговують каналізаційні мережі, виконують роботи з благоустрою території.

## Транспорт та зв'язок
Новоукраїнка є великим транспортним вузлом району, до якої сходяться 7 доріг з твердим покриттям, та Одеська залізниця. Майже всі населенні пункти району зв'язані з районним центром дорогами з твердим покриттям або покращеними дорогами.
Всі населені пункти району охоплені поштовим зв'язком. Населенню, підприємствам і організаціям надається понад 60 видів послуг.
У районі працює традиційна телефонна мережа, планується[коли?] встановлення цифрової АТС на 4.5 тис. номерів. Територія району покрита мобільним зв'язком більшості загальноукраїнських операторів стільникового зв'язку.
Доступ до швидкісного інтернету надають провайдери: «Укртелеком», «Інтертелеком», ІСП «Шторм».
У районі розташована станція Адабаш, що відноситься до Одеської залізниці, а також вузлова станція Помічна.
Основний перевізник у районі — ВАТ АТП-13546, яке займається перевезенням пасажирів у місті й на приміських маршрутах, охоплюючи 9-ма кільцевими маршрутами території всіх сільрад.
З 17 березня 2009 року в Новоукраїнці працює FM-радіо на частоті 104,8 МГц.

## ЗМІ

### Друковані
- «Новоукраїнські новини». [джерело?]

### Інтернет-ЗМІ
- «Інформаційна мережа — Новоукраїнське життя»
- «сайт Міської ради міста Новоукраїнка» [джерело?].

## Культура
До державного реєстру на території Новоукраїнської міської ради входять 3 міські будинки культури, 2 бібліотеки та 3 музеї.
У клубних закладах працює 24 колективи художньої самодіяльності, серед яких 3 — аматорські.

## Геральдика

### Пояснення герба та прапора міста
Місто Новоукраїнка (перша назва — Павлівськ) засноване 1770 року як шанець (земляне укріплення) і полковий центр Молдавського гусарського полку. Назва походить від імені апостола Павла, який є покровителем міста. Атрибутом апостола Павла вважається меч.
На згадку про першу назву міста і для запоруки святого покровительства у гербі Новоукраїнки зображено образ святого апостола Павла. Золоті снопи у гербі свідчать про сільськогосподарську цінність місцевих ґрунтів.
Золото символізує велич, пошану і багатство; срібло — чистоту, невинність і мир; синій колір — славу, честь і вірність; червоний колір — силу, мужність і любов.

### Штандарт міського голови
Прапор відображає знакові моменти історії міста — заснування його як полкового містечка Молдавського гусарського полку, мундири якого були синього кольору, та перейменування на честь Українського уланського полку, значок якого розміщений у полотнищі.

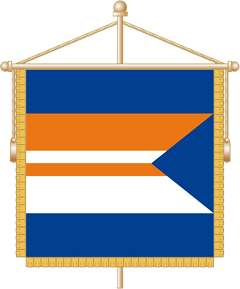
Штандарт міського голови Новоукраїнки
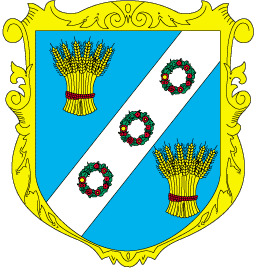
Попередній герб міста (до 2.07.2011)

## Учасники російсько— української війни
- Арсірій Сергій Сергійович — молодший сержант Збройних сил України, учасник російсько-української війни.
- Дейкун Іван Вікторович (1978—2019) — старший солдат, навідник-оператор 1-го механізованого батальйону 28-ї ОМБР, учасник російсько-української війни. Загинув 6 жовтня під час обстрілу противником зі стрілецької зброї позицій 1-го механізованого батальйону 28-ї ОМБР в Красногорівці.[24]
- Марченко Денис Миколайович (1987—2014) — солдат Збройних сил України, учасник російсько — української війни.
- Сокуренко Роман Олександрович (1983—2014) — молодший сержант Збройних сил України, учасник російсько-української війни.
- Ягельський Дмитро В'ячеславович (* 1991) — капітан Збройних сил України, учасник російсько-української війни.
- Роман Мокряк народився в 1986 році в Кіровоградській області, у місті Новоукраїнка. Починав службу в Севастополі на підводному човні «Запоріжжя». Після окупації Криму залишився вірним присязі і продовжив службу на ракетному катері «Прилуки». 28.11.18 був узятий в полон в Керченській Протоці військами ФСБ на кораблі «Бердянськ»[25]. Присвоєно звання «Почесного громадянина міста».[26]
- Гаркавенко Віктор Олександрович.[27] — заступник командира розвідувальної групи спеціального призначення в/ч В2336 3-го окремого полку спецпризначення, учасник російсько-української війни. Помер 19 липня 2014 р. у російській лікарні в м. Гуково Ростовської області від важких поранень, отриманих 15 липня 2014 р. в результаті мінометного обстрілу поблизу с. Провалля, Свердловський район, Луганська область.
- Мамадалієв Володимир Гаїбович[28] — підполковник Збройних сил України, учасник російсько-української війни. 4 липня 2014 р. біля с. Новоселівка Перша Донецької області під час нічної танкової атаки бойовиків на блокпост, яка велася з декількох напрямків одночасно. Указом Президента України № 640/2014 від 8 серпня 2014 року, «за особисту мужність і героїзм, виявлені у захисті державного суверенітету та територіальної цілісності України», нагороджений орденом Богдана Хмельницького III ступеня (посмертно). Указом № 6 від 23 липня 2015 р. нагороджений відзнакою «Народний Герой України» (посмертно).
- Карнаух Віктор Вікторович[29] — прапорщик, Збройних сил України, учасник російсько-української війни. Командир групи в 3-му окремому полку спецпризначення. Загинув 29 серпня 2014 року під час виходу з Іловайського котла. Був похований як невпізнаний герой, упізнаний за тестами ДНК та перепохований у м. Кіровоград на Рівнянському кладовищі на Алеї слави.
- Козленко Сергій Миколайович[30] — народився 31 липня 1993 року в с. Шишкине, Новоукраїнський р-н, Кіровоградська обл, учасник російсько-української війни. Служив кулеметником в 93-й окремій механізованій бригаді. Загинув 28 травня 2015 року у районі с. Волноваха (Донецька обл.).
- Колесник Сергій Сергійович[31] — народився в с. Рівне Новоукраїнського району Кіровоградської області, останні роки проживав в с. Соколівське, учасник російсько-української війни. Служив солдатом–гранатометником 1-го відділення 2-го взводу 9-ї механізованої роти 3-го механізованого батальйону військової частини п/п В2731. 24-річний воїн загинув смертю хоробрих 25 липня 2016 року у зоні проведення АТО під Волновахою Донецької області, у результаті вогнепального поранення в голову.
- Сухін Віктор Вікторович[32] — народився 7 грудня 1979 року в с. Димине Новоукраїнського району Кіровоградської області, учасник російсько-української війни. Солдат, водій мотопіхотного відділення мотопіхотної роти 34-го ОМПБ 57-ї ОМПБр. Загинув 10 січня 2018 року під час виконання бойового завдання поблизу селища Піски.
- Ткаченко Андрій Валерійович[29] — військовослужбовець 93-ї окремої механізованої бригади (Черкаське), учасник російсько-української війни. Проживав у м. Новоукраїнка Кіровоградської обл. Загинув 19.10.2014 в районі м. Красноармійськ Донецької обл.
- Шверненко Євген Валерійович[30] — народився в с. Рівне Новоукраїнського р-ну Кіровоградської обл, учасник російсько-української війни. Загинув 6 лютого в бою під н.п. Чорнухіне біля Дебальцевого.

## Відомі люди
- Татаров Олег Юрійович — український правник, державний службовець. Заступник Керівника Офісу президента України з 5 серпня 2020 року.
- Цуцкірідзе Максим Сергійович — генерал поліції 3-го рангу, перший заступник Голови Національної поліції України — начальник Головного слідчого управління.
- Гіталов Олександр Васильович — двічі Герой Соціалістичної Праці (1948) (1958) двічі Ордена Леніна (1948) (1985)
- Кравченко Лідія Микитівна — Герой Соціалістичної Праці і Ордена Леніна (1966) Орден Трудового Червоного Прапора (1971)
- Цертій Микола Мефодійович — Герой Соціалістичної Праці (1977 р.). Кавалер орденів Леніна (1971 р.), Жовтневої революції (1983 р.)
- Степаненко Катерина Яківна — Герой Соціалістичної Праці (1988) Ордена Леніна (1966) Трудового Червоного Прапора (1976), Дружби народів (1983)
- Андріяш Віктор Степанович — Герой Соціалістичної Праці (1973) кавалер двох Орденів Леніна
- Сергієнко Раїса Михайлівна — українська співачка
- Гросман Юда Соломонович (1883—1934) — єврейський, український, російський революціонер.
- Васьков Валерій Васильович (нар. 27 червня 1947 року) — український танцюрист, хореограф і художник, керівник народного самодіяльного ансамблю «Смеричина» в м. Вижниця Чернівецької області. Заслужений працівник культури УРСР (1979).
- Ігнатьєв Микола Якимович — кавалер орденів Вітчизняної війни І ст., Жовтневої революції, Трудового Червоного Прапора та ін. Воював (1943—1945 рр.) у партизанському загоні, був тяжко поранений. З січня 1957 р. протягом 34 років очолював Новоукраїнський комбінат хлібопродуктів.
- Жорнова Людмила Миколаївна — кавалер двох Орденів Леніна.

- Левицький Федір Васильович — український актор, режисер, театральний діяч, перекладач, драматург, заслужений артист УСРР з 1926 року.

## Галерея

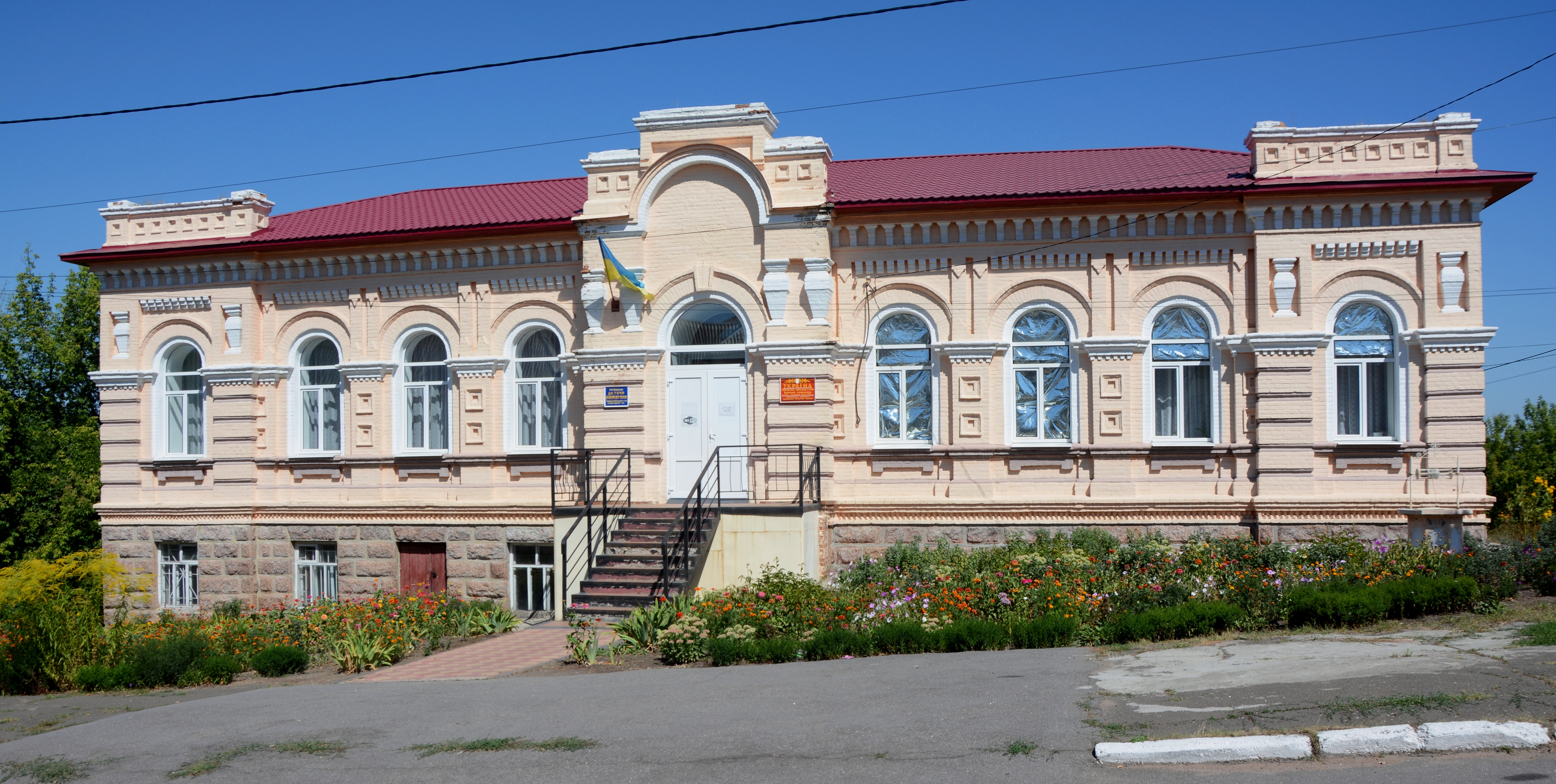
Дитяча філія Новоукраїнської центральної бібліотеки
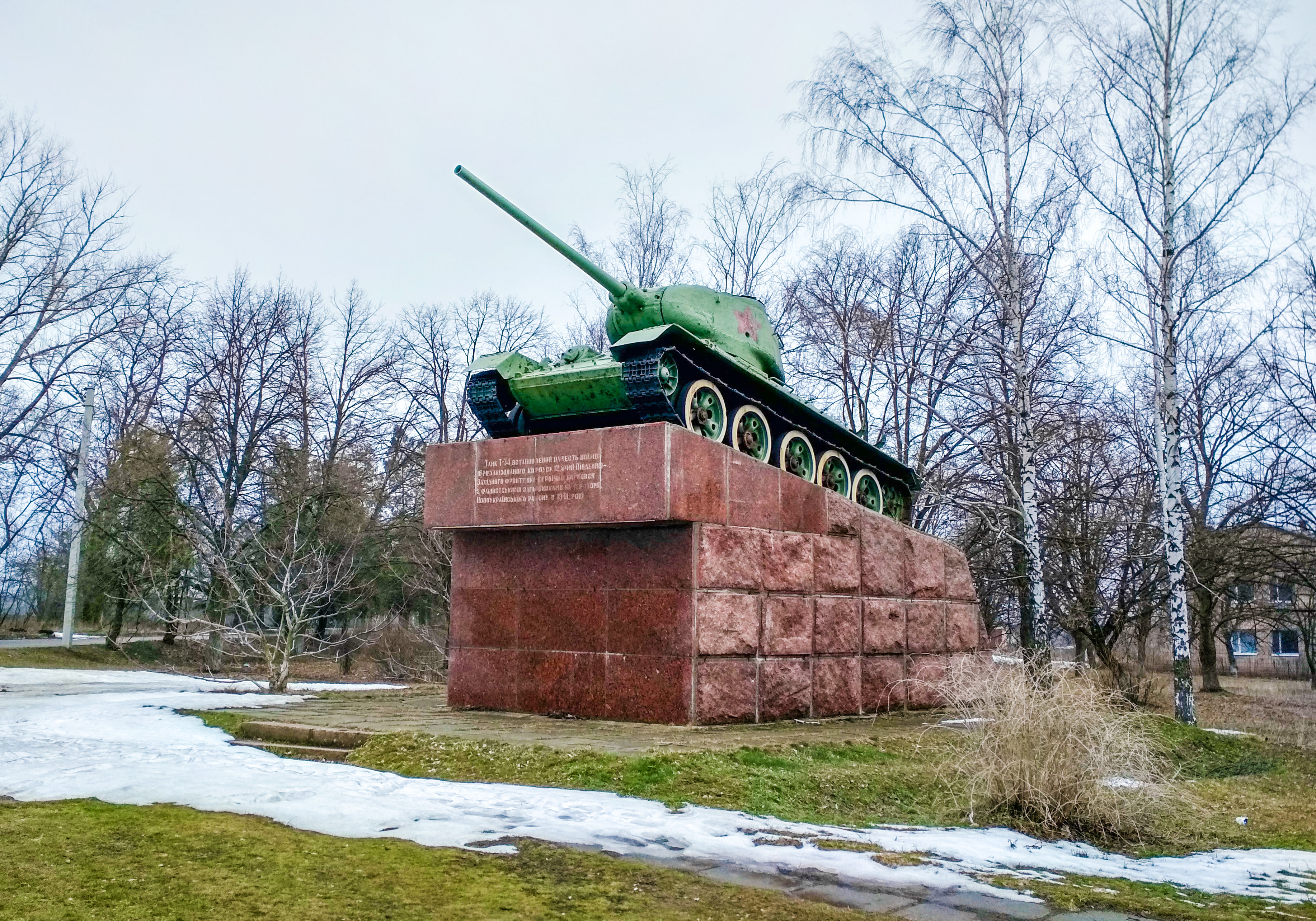
Пам'ятник